# Шедвелл (станція, DLR)
51°30′42″ пн. ш. 0°03′22″ зх. д. / 51.511711° пн. ш. 0.056214° зх. д.
Шедвелл (англ. Shadwell) — станція Доклендського штадтбану розташована між кінцевими Бенк та Тауер-Гейтвей на заході і Лаймхаус на сході, у ІІ тарифній зоні. Відгалуження до Бенк від головної лінії штадтбану є трохи західніше станції Шедвелл.

## Історія
Станцію відкрито 31 серпня 1987 року у складі першої черги будівництва Доклендського штадтбану. Спочатку побудовані для одновагонних поїздів, платформи були подовжені для двовагонних поїздів в 1991 році. Ще один ремонт станція зазнала в 2009 році, коли платформи були продовжені ще більше, щоб вміщати потяги з трьома вагонами, вхід внизу було відремонтовано, а також було побудовано екстрений вихід у східній частині платформи.

## Конструкція
Естакадна відкрита з однією острівною платформою.

## Пересадки
- Автобуси London Buses: 100, 339 та D3 [3]
- На станцію Шедвелл Східно-Лондонської лінії London Overground

## Операції
| Попередня станція | Лінія | Лінія                   | Лінія         | Наступна станція |
| ----------------- | ----- | ----------------------- | ------------- | ---------------- |
| Лаймхаус          |       | Доклендське легке метро |               | Бенк             |
| Лаймхаус          |       | Доклендське легке метро | Тауер-Гейтвей |                  |